# Ein Kapitän von fünfzehn Jahren

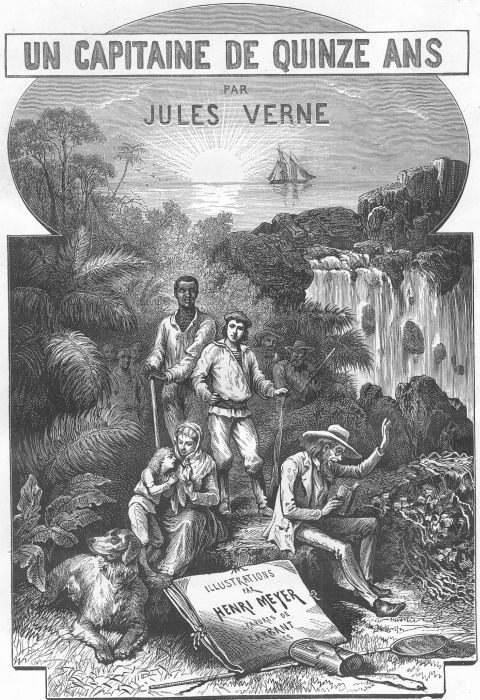
Ein Kapitän von fünfzehn Jahren, Titelblatt mit einer Illustration des Zeichners Henri Meyer

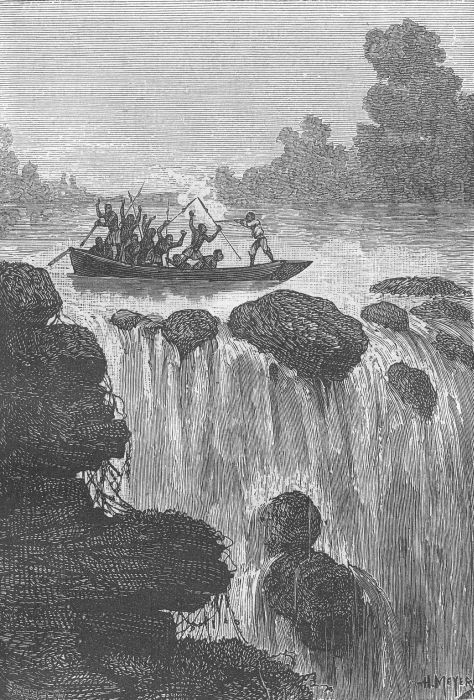
Dick Sand erschießt den Steuermann der Piroge

Ein Kapitän von fünfzehn Jahren (auch Ein Kapitän von 15 Jahren) ist ein Roman des französischen Autors Jules Verne. Der Roman wurde erstmals 1878 unter dem französischen Titel Un capitaine de quinze ans von dem Verleger Pierre-Jules Hetzel in zwei Bänden veröffentlicht. Die erste deutschsprachige Ausgabe erschien 1879 unter dem Titel Ein Kapitän von fünfzehn Jahren. Ein Vorabdruck erschien vom 10. August bis 26. November 1878 in Der Sammler, Beilage zur Augsburger Abendzeitung. Der englische Titel des Romans lautet Dick Sand, A Captain at Fifteen. Hauptperson ist der 15-jährige Waisenjunge Dick Sand, der durch tragische Umstände zum Kapitän der Pilgrim wird.

## Handlung
Die Schonerbrigg Pilgrim ist unter ihrem Kapitän Hull als Walfänger auf dem Weg zu ihrem Heimathafen im kalifornischen San Francisco. Bisher war die Walfangreise nicht so erfolgreich wie erwartet. Unterwegs legt die Pilgrim im Waitematā Harbour von Auckland an. Kapitän Hull plant, die Crew auszuwechseln, da er sich dort besseres Personal erhofft. Allerdings sind alle geeigneten Seeleute bereits auf anderen Schiffen im Dienst. Kapitän Hull will daraufhin nach Valparaíso in Chile auslaufen. In Auckland schifft sich jedoch Priscilla Weldon zusammen mit ihrem kleinen Sohn Jack, ihrem Vetter Benedict, einem eigenwilligen Insektenforscher, und ihrer schwarzen Dienerin Nan auf der Pilgrim ein. Frau Weldon ist die Ehefrau des Reeders der Pilgrim James W. Weldon und will von Neuseeland zurück nach Kalifornien reisen. Auf See rettet die Mannschaft der Pilgrim die fünf schwarzen Amerikaner Herkules, Tom, Bat, Austin und Acteon sowie den großen Hofhund Dingo von Bord des treibenden Wracks der Waldeck. Dingo versucht, dem Schiffskoch Negoro an die Kehle zu springen, als er ihm das erste Mal an Bord der Pilgrim begegnet. Als Jack mit Buchstabenwürfeln spielt, klaut ihm Dingo zwei Würfel mit den Buchstaben S und V, den Initialen seines toten Herrn. Kapitän Hull stellt die Vermutung auf, dass es sich bei S V um den verschollene Forscher Samuel Vernon handeln könnte, der Afrika von der Mündung des Kongo am Atlantik bis zum Kap Delgado am Indischen Ozean durchqueren wollte. Die Frage, was Dingo mit Negoro verbindet, wird jedoch erst im letzten Kapitel des Romans beantwortet.
Kurze Zeit später wird die Besatzung der Pilgrim im Pazifik bei der Jagd auf einen mutmaßlich 100 Tonnen schweren Schnabelwal getötet, der die Walfänger mit ihrer Jolle versenkt, bevor sie ihn mit ihren Harpunen töten können. Außer den Passagieren bleiben nur der 15-jährige Leichtmatrose Dick Sand und der portugiesische Koch Negoro an Bord zurück. Dick Sand übernimmt mit Unterstützung der Passagiere die Aufgaben des Kapitäns, lediglich Negoro ist damit nicht einverstanden, fügt sich aber. Die Passagiere werden zu Matrosen. Dick Sand plant, die Küste von Südamerika anzusteuern.
Unterwegs gerät die Pilgrim in einen Sturm. Kurze Zeit später erwischt Dick Sand  Negoro dabei, als er sich anscheinend am Schiffskompass zu schaffen macht. Zuvor wurde bereits der zweite Kompass zerstört und die Leine, an der sich das Log befand, durchtrennt, was die Kurs- und Positionsbestimmung unmöglich macht. Sie passieren eine Insel, die sie für die Osterinsel halten. Als nach längerer Irrfahrt Land in Sicht kommt, versuchen sie mit dem Schiff zu landen. Dabei läuft die Pilgrim auf ein Riff auf. Am Strand begegnen Dick Sand und seine Gefährten dem Amerikaner Harris. Harris erklärt ihnen, dass sie sich an der Küste von Bolivien befinden. Er bietet ihnen an, sie zu einer Hazienda im Landesinneren zu führen, von der aus sie leicht ihre Reise fortsetzen können. Sie nehmen das Angebot an. Negoro hat sich bereits vorher von der Gruppe abgesetzt. Für Humor sorgt unterwegs Vetter Benedict, ein kleines bebrilltes Männchen mit dem Gemüt eines Kindes. Vetter Benedict ist ein sogenannter „Fachidiot“, der nichts außer seinen Insekten im Kopf hat und ständig mit einer Lupe und einer Insektentrommel herumläuft.
Während ihres Marsches ins Landesinnere sehen die Reisenden Tiere wie Giraffen und Antilopen, die es in Bolivien normalerweise nicht gibt, lassen sich aber durch Harris Erklärung beschwichtigen. Erst als während eines Nachtlagers ein Löwe auftaucht, verschwindet Harris. Die Reisenden müssen erkennen, dass sie nicht in Südamerika, sondern in Afrika, genauer in Angola, gelandet sind. Die Insel, die sie unterwegs passiert haben, war nicht die Osterinsel, sondern Tristan da Cunha. Im Urwald trifft Harris auf Negoro, der der Gruppe gefolgt ist. Negoro hat in der Tat den Kompass manipuliert und so die Pilgrim an die Küste von Angola gebracht. Harris und Negoro gehören zu einer Bande von Sklavenjägern, die ihren Stützpunkt in dem Dorf Kazonndé hat. Sie wollen die Schwarzen als Sklaven verkaufen.
Unterdessen treten die Reisenden den Rückweg zur Küste an. Sie fliehen vor einem Wolkenbruch in das Innere eines unbewohnten Termitenhügels. Als Wasser in den Hügel eindringt, müssen die Reisenden ein Loch in die Decke schneiden und auf die Hügelspitze fliehen. Dort werden sie von eingeborenen Sklavenjägern überwältigt und gefangen genommen, die mit arabischen Sklavenhändlern und portugiesischen Soldaten auf dem Weg zu dem Sklavenmarkt von Kazonndé sind. Die Reisenden werden voneinander getrennt. Unterwegs wird Nan neben vielen anderen Gefangenen von den Sklavenjägern getötet. In Kazonndé werden Tom, Bat, Austin und Acteon auf dem Sklavenmarkt von dem Händler Alvez nach Sansibar verkauft. Harris prahlt vor Dick Sand damit, dass Frau Weldon und Jack vor Erschöpfung gestorben seien. Zornig ersticht Dick Sand Harris mit dessen eigenem Messer. Dick Sand wird von Moini Loungga, dem König von Kazonndé, zum Tode verurteilt. Der alkoholsüchtige König fordert von Alvez ein Trinkgelage. Harris und Negoro bereiten Punsch in einem Kupferkessel von mehr als einem Hektoliter Inhalt zu. Der König entzündet den Alkohol mit einem brennenden Stäbchen. Er verschüttet eine Schöpfkelle mit der brennenden Flüssigkeit und gerät in Brand. Einer seiner Minister, der ihm helfen will, fängt ebenfalls Feuer. Der König und sein Minister verbrennen bei lebendigem Leibe. Beim Begräbnis des Königs sollen mit diesem seine Nebenfrauen und Sklavinnen begraben werden. Der Henker führt sein grausiges Werk aus. Moini Loungga soll in einem trockengelegten Flussbett mit seinem getöteten weiblichen Gefolge begraben werden. Dick Sand soll in dem Flussbett, das wieder geflutet wird, ertränkt werden.
Frau Weldon und Jack sind jedoch nicht tot, sondern werden zusammen mit Vetter Benedict ebenfalls in Kazonndé gefangengehalten. Sie haben es aber bequemer als die anderen. Negoro will Frau Weldon, Jack und Vetter Benedict gegen eine Lösegeldzahlung des Reeders Weldon eintauschen. Eines Tages verschwindet Vetter Benedict bei der Jagd nach einem seltenen Insekt durch einen Maulwurftunnel. Kurze Zeit darauf werden Frau Weldon und Jack von Herkules, der sich als Zauberer verkleidet hat, vor den Augen der Bevölkerung von Kazonndé aus ihrem Gefängnis befreit. Herkules macht die abergläubische Bevölkerung glauben, dass die Weißen schuld an der aktuellen Regenkatastrophe sind. Frau Weldon findet sich zusammen mit Dick Sand, Herkules, Dingo und Vetter Benedict auf einer Piroge wieder, die einen Nebenfluss des Kongo hinunterfährt. Dick Sand hat seine Hinrichtung überlebt. Vor einem Wasserfall des Kongo gehen sie an Land. Im Urwald stoßen die Reisenden auf eine Hütte, in der ein Skelett liegt. Wie aus einem vergilbten Abschiedsbrief neben der Leiche hervorgeht, handelt es sich um die Leiche des Reisenden Samuel Vernon, dem Herrn von Dingo. Sein Führer Negoro hatte ihm ein Messer in die Brust gestoßen und ihn sterbend zurückgelassen. Als Negoro auftaucht, stürzt sich Dingo auf ihn. Negoro und Dingo überleben beide den Kampf nicht. Dick Sand will mit der Piroge auf das andere Ufer übersetzen. Eine Horde Eingeborener stürmt das Boot. Dick erschießt den Anführer. Er überlebt als einziger den Sturz in der Piroge über den Wasserfall. Die Gefährten werden schließlich von einer portugiesischen Handelskarawane aufgelesen und nach Boma gebracht. Von dort aus können sie endlich die Heimreise antreten. Tom, Bat, Austin und Acteon werden nach einer mehrjährigen Suche schließlich in einer Lendenschurzweberei auf Madagaskar gefunden. James W. Weldon besorgt ihnen zum Dank Stellen als Textilfacharbeiter in Sacramento.